# ザールブリュッケン
ザールブリュッケン（Saarbrücken、フランス語: Sarrebruck）は、ドイツ連邦共和国の都市。ザールラント州の州都。フランスに近く、豊富な地下資源などをめぐり、その帰属は中世から現代にいたるまで変転を繰り返してきた。

## 地勢・産業

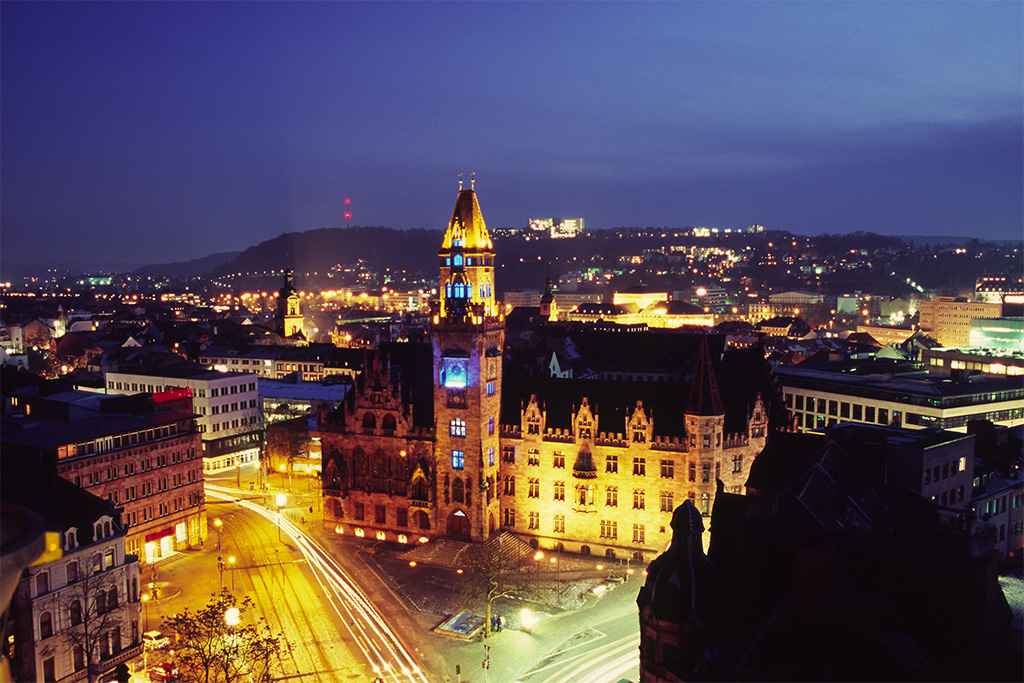
ザールブリュッケン

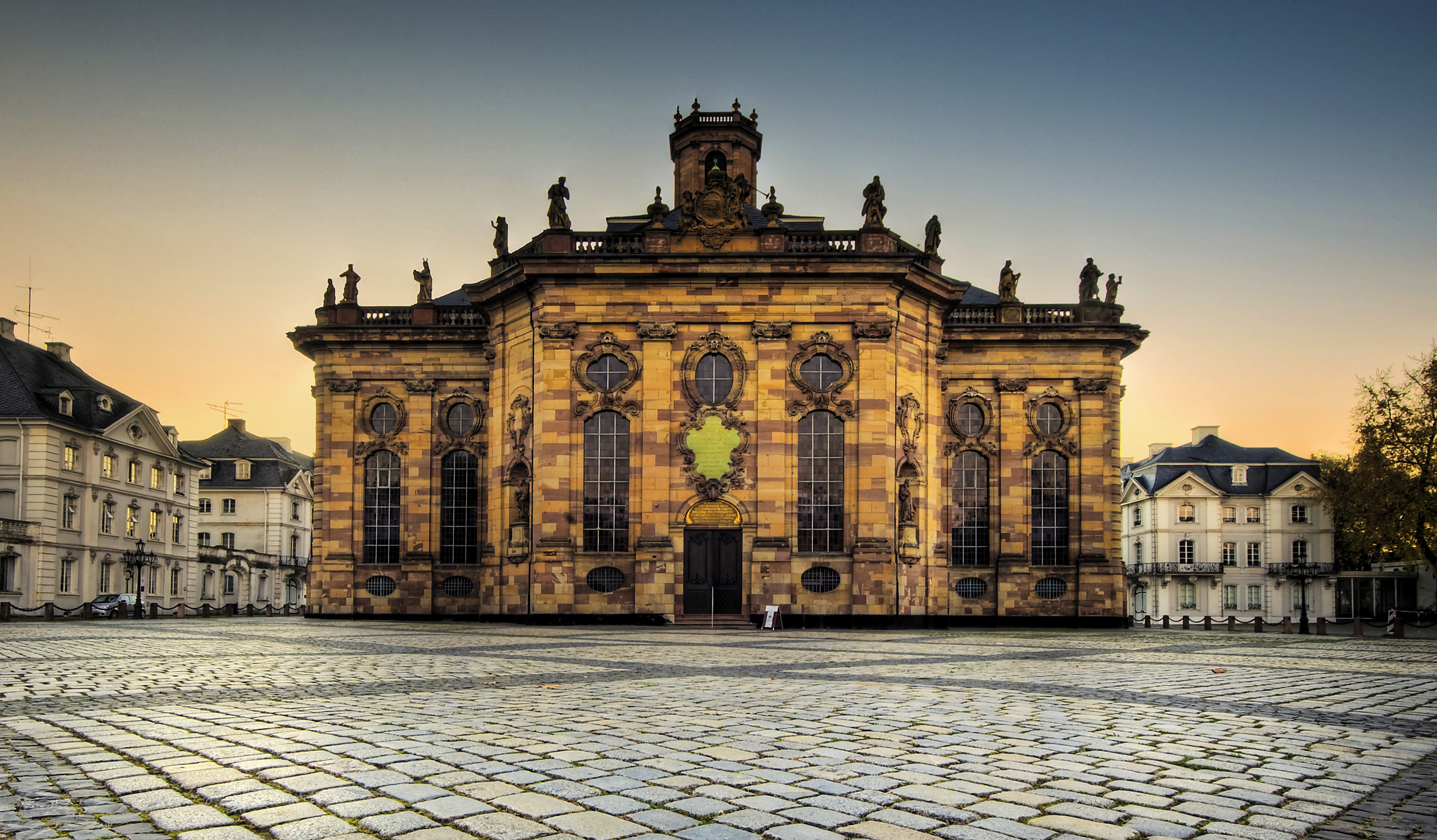
ルートヴィヒ広場にあるバロック風のルーテル派教会：ルートヴィヒ教会（Ludwigskirche）

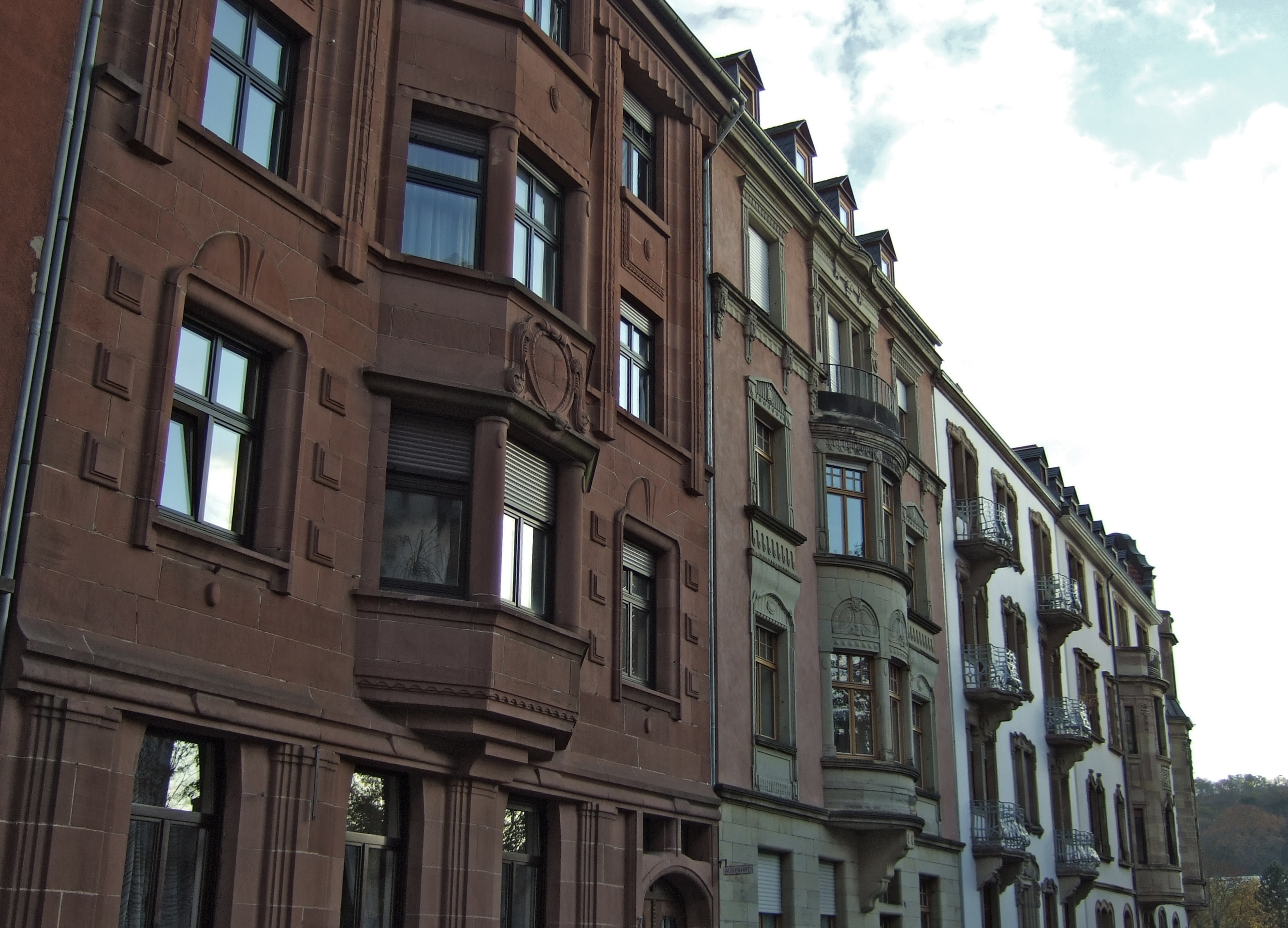
Rosenstraße

フランス国境に隣接しており、フランス領のアルザス＝ロレーヌに近い。その豊富な地下資源ゆえ、かつては炭鉱業・製鉄業で栄えたが、近年はこれらの産業が衰退の一途をたどっている。モーゼル川の支流であるザール川沿いに位置し、1993年ライン川洪水では甚大な被害を受けた。街の近隣には、産業遺跡として世界遺産に登録されたフェルクリンゲンの製鉄所（1986年に閉鎖）がある。また、約60キロ北東にカイザースラウテルンが位置している。
ザールブリュッケンにメインキャンパスを構えるザールラント大学は、ドイツ国内のみならず、EU圏内で比較的知名度が高い。

## 歴史
中世より、ライン川流域とフランドルの中継地点として、交易路の要所であった。1815年よりプロイセン王国の支配下に置かれ、引き続き北ドイツ連邦、ドイツ帝国の一部となった。第一次世界大戦後、ヴェルサイユ条約の取り決めによって国際連盟の管理下に置かれたが、1935年の住民投票の結果を踏まえ、ドイツ領に復帰した。第二次世界大戦で激しい攻撃を受けた後、再びドイツから分離され、フランスの管理下に置かれることになったが、住民投票の結果、再度ドイツに復帰することが決定され、1957年1月1日を以ってドイツに復帰した。

### 帝政ローマ時代
紀元前1世紀に、ガリアのメディオマトリキ族がザールブリュッケンの地域に定住したが、ガイウス・ユリウス・カエサルがガウルを征服した時に、この地区もローマ帝国に編入された。
そして1世紀から5世紀にかけて、ガロ・ローマ人がメスからヴォルムス、トリーアからストラスブールにかけて定住しはじめた。
1世紀または2世紀からザール川を南西に架ける木造の橋(後に石造へ)が建築され、現在の聖アルヌアール地区にローマ風の住居が次々と建てられた。
また、3世紀にはミトラ教の神殿がハルベルク丘の洞窟に建設されている。
しかし4世紀にはドイツ南西部のライン川上流地域を原住地とするゲルマン人部族連合のアレマン人の侵略によって、この居住区が破壊された。

### 中世から18世紀
ザール地域は5世紀の終わりからフランク人の支配下に置かれることになった。
6世紀になると、フランク王国メロヴィング朝がアレマン人の侵略によって荒れ果てた南西部をメーキンゲン村としてメスの管轄区に贈った。その後、601年から609年にかけてアルヌアール司教は、この地域に聖職者のコミュニティと修道院を創設したため、現在の聖アルヌアール地区として新しく誕生した。
999年にザールブリュッケンに寄付されたもっとも古い文献によると、時の王オットー3世がザールブリュッケン城をメスの管轄区に贈った。その後、メスの司教は当時の封建制度であるレーエンによってザールガウ伯（現在のザール地方とモーゼル地方）にザールブリュッケン城を贈った。
1120年までにザールブリュッケンは形成され続け、ザールブリュッケン城の周りに小さな居住区が設置された。しかし1168年に、当時その地域を管理していたサイモン1世伯の起こしたフェーデと呼ばれる決闘の結果、フリードリヒ1世の手によってその地域が攻撃されたが、城が残る程度の傷跡で済んだ。

## 自然

### 気候
気象
| ザールブリュッケン (1991-2020)の気候 | ザールブリュッケン (1991-2020)の気候 | ザールブリュッケン (1991-2020)の気候 | ザールブリュッケン (1991-2020)の気候 | ザールブリュッケン (1991-2020)の気候 | ザールブリュッケン (1991-2020)の気候 | ザールブリュッケン (1991-2020)の気候 | ザールブリュッケン (1991-2020)の気候 | ザールブリュッケン (1991-2020)の気候 | ザールブリュッケン (1991-2020)の気候 | ザールブリュッケン (1991-2020)の気候 | ザールブリュッケン (1991-2020)の気候 | ザールブリュッケン (1991-2020)の気候 | ザールブリュッケン (1991-2020)の気候 |
| 月                                   | 1月                                  | 2月                                  | 3月                                  | 4月                                  | 5月                                  | 6月                                  | 7月                                  | 8月                                  | 9月                                  | 10月                                 | 11月                                 | 12月                                 | 年                                   |
| ------------------------------------ | ------------------------------------ | ------------------------------------ | ------------------------------------ | ------------------------------------ | ------------------------------------ | ------------------------------------ | ------------------------------------ | ------------------------------------ | ------------------------------------ | ------------------------------------ | ------------------------------------ | ------------------------------------ | ------------------------------------ |
| 最高気温記録 °C （°F）               | 14.5 (58.1)                          | 20.5 (68.9)                          | 23.0 (73.4)                          | 27.7 (81.9)                          | 31.2 (88.2)                          | 35.2 (95.4)                          | 37.7 (99.9)                          | 37.1 (98.8)                          | 32.2 (90)                            | 25.7 (78.3)                          | 21.2 (70.2)                          | 17.1 (62.8)                          | 37.7 (99.9)                          |
| 平均最高気温 °C （°F）               | 4.0 (39.2)                           | 5.7 (42.3)                           | 10.3 (50.5)                          | 14.9 (58.8)                          | 18.7 (65.7)                          | 22.1 (71.8)                          | 24.2 (75.6)                          | 24.0 (75.2)                          | 19.5 (67.1)                          | 14.1 (57.4)                          | 8.2 (46.8)                           | 4.7 (40.5)                           | 14.2 (57.6)                          |
| 日平均気温 °C （°F）                 | 1.5 (34.7)                           | 2.3 (36.1)                           | 5.8 (42.4)                           | 9.7 (49.5)                           | 13.5 (56.3)                          | 16.8 (62.2)                          | 18.7 (65.7)                          | 18.3 (64.9)                          | 14.2 (57.6)                          | 10.0 (50)                            | 5.4 (41.7)                           | 2.4 (36.3)                           | 9.9 (49.8)                           |
| 平均最低気温 °C （°F）               | −1.0 (30.2)                          | −0.8 (30.6)                          | 1.8 (35.2)                           | 4.7 (40.5)                           | 8.3 (46.9)                           | 11.5 (52.7)                          | 13.4 (56.1)                          | 13.2 (55.8)                          | 9.6 (49.3)                           | 6.4 (43.5)                           | 2.7 (36.9)                           | 0.0 (32)                             | 5.8 (42.4)                           |
| 最低気温記録 °C （°F）               | −17.2 (1)                            | −20.8 (−5.4)                         | −14.9 (5.2)                          | −6.0 (21.2)                          | −2.3 (27.9)                          | 1.0 (33.8)                           | 3.7 (38.7)                           | 4.1 (39.4)                           | −0.5 (31.1)                          | −6.1 (21)                            | −11.7 (10.9)                         | −18.7 (−1.7)                         | −20.8 (−5.4)                         |
| 降水量 mm （inch）                   | 76.0 (2.992)                         | 65.0 (2.559)                         | 65.0 (2.559)                         | 50.0 (1.969)                         | 73.0 (2.874)                         | 63.0 (2.48)                          | 75.0 (2.953)                         | 71.0 (2.795)                         | 66.0 (2.598)                         | 74.0 (2.913)                         | 81.0 (3.189)                         | 100.0 (3.937)                        | 859.0 (33.819)                       |
| 出典：wetterlabs.de                  |                                      |                                      |                                      |                                      |                                      |                                      |                                      |                                      |                                      |                                      |                                      |                                      |                                      |

## 交通
中心街には、ICEやLGV東ヨーロッパ線の停車するザールブリュッケン中央駅があり、ドイツの玄関口として機能している。中心街から南東へ約9kmの場所にはザールブリュッケン空港がある。

## スポーツ
1.FCザールブリュッケン（1. FC Saarbrücken）が、ザールブリュッケンを代表するサッカークラブチームである。一時は低迷し07-08シーズンはオーバーリーガ（5部）にまで降格したが、09-10シーズンで3. リーガへ復帰を果たした。

## 姉妹都市
- - コトブス（ドイツ連邦共和国）
- - ナント（フランス共和国）
- - トビリシ（ジョージア）

ザールブリュッケンはドイツ、フランスとルクセンブルクの3国で結成されたクアトロポールの4都市の一部である。

## 引用
1. ↑  Saarland.de – Amtliche Einwohnerzahlen Stand 31. Dezember 2023